# Aetosaurier
Aetosaurier (vetenskapligt namn: aetosauria, nylatin för "örnödlor") är en utdöd ordning med härskarödlor(archosaurier), avlägset besläktade med krokodiler och Rauisuchier. Aetosauriernas era sträcker sig genom slutet av Triasperioden, samtidigt med de första dinosaurierna. Fossil efter Aetosaurier har hittats i Nordamerika (Texas och Arizona, USA), Sydamerika, Europa (Skottland) och Grönland.

## Om Aetosauria
Aetosaurierna var fyrfotade djur med långa kroppar och korta ben. De hade små huvuden med spetsiga nosar, korta halsar och långa svansar. Aetosaurierna blev sällan särskilt stora. Ett av de största släktena man känner till är Desmatosuchus, som blev ungefär 5 meter lång. Aetosaurier hade ett välutvecklat kroppspansar även för Crurotarsier, och var klädda i benplåtar liknande de hos vissa av dagens märlkräftor. Aetosaurier hade tätt sittande plattor utmed hela ryggen, och ibland taggar utmed sidorna och skuldrorna. Undersidan var också bepansrad. Detta gjorde dem väl skyddade mot eventuella angripare. Deras tjocka pansar kan dock ha gjort dem klumpiga och långsamma. Till skillnad från krokodiler, men i likhet med Rauisuchier, var Aetosauriernas ben placerade under kroppen, istället för att sticka ut från sidorna, vilket vittnar om ett annorlunda gångsätt. Aetosaurierna skiljer sig från många samtida Crurotarsier genom att de troligen var växtätare, som levde på fräken, kottepalmer och ormbunkar. Det är också möjligt att de hade ett nosparti liknande en gris för att kunna gräva upp föda ur marken. Man vet också att vissa släkten, som Stagonolepis, hade en spetsig näbb.

## Taxonomi.
Aetosaurierna tillhörde Crurotarsi, en grupp inom Archosauria som även omfattar Rauisuchia, Phytosauria och Crocodylomorpha. Denna grupp tros ha dominerat dominerade jorden tillsammans med de första dinosaurierna, men försvann nästan helt vid slutet av Trias. Flera olika släkten av Aetosauria finns beskrivna, även om ett antal av dessa kanske kan klassas som synonymer till varandra.
Släkten.
- Acaenasuchus
- Aetosaurus
- Chilenosuchus
- Coahomasuchus
- Desmatosuchus
- Longosuchus
- Lucasuchus
- Neoaetosauroides
- Paratypothorax
- Redondasuchus?
- Sierritasuchus
- Stagonolepis
- Stegomus
- Tecovasuchus
- Typothorax

Notera att släkten som tros vara synonymer inte finns med i listan .